# レス
レスとは、レスポンス（Response、反応・応答）の略であり、もともと一部のパソコン通信においてメッセージに対する返信あるいはフォローアップを意味していた日本語。この意味ではおおむね「コメント」と同義。

## パソコン通信におけるレス
少なくとも以下のパソコン通信サービスでは「レス」という言葉が使われていたと見られている。
- パソコン通信サービスASCII-netで 「電子掲示板」上に作られるベースノートに書き込まれるものが「レスポンス」であった。これの省略形として用いられたものが他のサービスでも広がったという説。
- パソコン通信サービスNIFTY-Serveが「電子会議室」（現在でいう電子掲示板に相当）での特定の投稿への返信に RES というコマンドを用いたことから返信そのものを「レス」と呼ぶことが普及し、それが他のシステムやサービスでも一般にも使われるものと誤って理解されて他のサービスでも使用されたという説。

## インターネットにおけるレス
インターネットとパソコン通信は全く無関係ではないためややこしいが、接続からして基本的な仕組みが異なる別物である。1990年代の中頃のパソコン通信の書籍では既に「（レスとは）レスポンスの略」という記載が確認できるが、当時はWindows 95の登場でインターネットが急速に普及しはじめていた時代でもあり、この頃にはパソコン通信の枠を越えてインターネット等でも「レス」という語が使われはじめた。
しかし、もともとすべてのパソコン通信でレスという語が使われていたとは限らないこともあり、そのような言葉の存在自体を疑問視する者もいた。インターネットのネットニュースにおいて一部の利用者が使用した例では「そのような言葉はない」「レスってなんですか?」と指摘されるケースもあった。そのため、この頃に広まりはじめた「レス」という言い方に対しては語源を検証する動きがあり、説明の試みがいくつかされたが（上記のレスポンス由来説を含めて）万人が納得するまでには至らなかった。必ずしもパソコン通信に限らない説明としては以下のようなものもある。
- 電子メールやネットニュースで、あるメールや記事に返信する際に、多くの場合電子メールクライアントやニュースリーダがSubject:欄に追加する「…について」という意味の英語の接頭辞 Re: からレスポンス（response）を誤って連想し、それが縮まってレスになったとする説。実際には Re はresponseの略ではない。該当記事参照。